# Orectoscelis duboulaii
Orectoscelis duboulaii är en skalbaggsart som först beskrevs av John Obadiah Westwood 1869.  Orectoscelis duboulaii ingår i släktet Orectoscelis och familjen stumpbaggar. Inga underarter finns listade i Catalogue of Life.